# Andrej Kozlov (calciatore 1989)
Andrej Vladimirovič Kozlov (in russo Андрей Владимирович Козлов?; Brjansk, 23 febbraio 1989) è un ex calciatore russo, di ruolo attaccante.

## Carriera
Ha giocato nella massima serie russa con Orenburg e Ufa, dove ha collezionato, in totale, 30 presenze e 4 reti.